# Hoàng Kiều (nhạc sĩ)
Hoàng Kiều (12 tháng 4 năm 1925 - 10 tháng 8 năm 2017) quê tại Kim Động, Hưng Yên là nhạc sĩ, nhà giáo Việt Nam, được truy tặng tặng Giải thưởng Nhà nước về Văn học Nghệ thuật (2022)

## Tiểu sử
Hoàng Kiều tên thật Tạ Khắc Kế, sinh ngày 12-4-1925 tại Kim Động, Hưng Yên. Sau khi học tập tại Vũ Hán, Trung Quốc (1950-1953), ông về làm việc tại Đoàn Văn công Nhân dân Trung ương.
Ông đã trải qua các chức vụ: Giám đốc Nhà hát Chèo Việt Nam, Hiệu trưởng Trường Trung cấp Nghệ thuật Sân khấu Bộ Văn hóa - Thông tin, Phó Hiệu trưởng Trường Đại học Sân khấu - Điện ảnh kiêm Chủ nhiệm Khoa Kịch hát dân tộc. Năm 1989, ông nghỉ hưu.

## Sự nghiệp
Hoàng Kiều là một tên tuổi lớn có đóng góp đáng kể cho nền nghệ thuật sân khấu nước nhà, đặc biệt đối với nghệ thuật chèo. Ông là một trong những tác giả tiên phong trong việc thể nghiệm, cải biên, viết nhiều bè cho hát chèo. Trong hơn 20 vở chèo do ông sáng tác nhạc, có nhiều vở đạt đến trình độ mẫu mực của nghệ thuật chèo (Xúy Vân, Từ Thức gặp tiên, Phan Trần...).
Trong lĩnh vực sân khấu kịch hát truyền thống, ông có các tác phẩm Máu chúng ta đã chảy (1963), Bố con người gác đèn (1969), Những cô gái mặt đường (1969), Cô hàng rau (1980), Thiên kim tình hận, Nữ tú tài, Khát vọng ngông cuồng...
Trong lĩnh vực nghiên cứu, lý luận và phê bình sân khấu, Hoàng Kiều có nhiều công trình để lại dấu ấn như: Sử dụng làn điệu chèo (1974), Thanh điệu tiếng Việt và âm nhạc cổ truyền (2001), Tìm hiểu các làn điệu chèo cổ (2001), Tìm hiểu sân khấu chèo (Hoàng Kiều - Trần Việt Ngữ), Lịch sử sân khấu chèo và phát triển (2009), Các làn điệu chèo có âm nhạc (Hoàng Kiều và Hoàng Hoa), Điệu thức 5 âm và tính năng các cây đàn...
Ở lĩnh vực đào tạo, Hoàng Kiều là một trong những người đặt nền móng cho sự phát triển của Đại học Sân khấu - Điện ảnh nói chung và ngành Kịch hát truyền thống nói riêng. Ông được tặng danh hiệu Nhà giáo nhân dân vào năm 2008.
Năm 2022, ông được truy tặng tặng Giải thưởng Nhà nước về Văn học Nghệ thuật.

## Tác phẩm
Chèo:
- Xúy Vân
- Từ Thức gặp tiên
- Phan Trần...

Kịch hát truyền thống:
- Máu chúng ta đã chảy (1963),
- Bố con người gác đèn (1969),
- Những cô gái mặt đường (1969),
- Cô hàng rau (1980)
- Dòng sông Hồng (1963)
- Vui sản xuất (1954)
- Trống ngũ lôi (1950)
- Thiên kim tình hận
- Nữ tú tài
- Khát vọng ngông cuồng

Lý luận phê bình sân khấu:
- Sử dụng làn điệu chèo (1974)
- Thanh điệu tiếng Việt và âm nhạc cổ truyền (2001)
- Tìm hiểu các làn điệu chèo cổ (2001)
- Tìm hiểu sân khấu chèo (Hoàng Kiều - Trần Việt Ngữ)
- Lịch sử sân khấu chèo và phát triển (2009)
- Các làn điệu chèo có âm nhạc (Hoàng Kiều và Hoàng Hoa)
- Điệu thức 5 âm và tính năng các cây đàn...

## Vinh danh
- Nhà giáo nhân dân (2008)
- Giải thưởng Nhà nước về Văn học Nghệ thuật (2022)

## Đời tư
Hoàng Kiều kết hôn với nghệ sĩ chèo Bích Ngọc (Trần Thị Ngọc) vào năm 1966. Ông bà có 4 người con, trong đó nhạc sĩ Giáng Son là con gái út. 